# Grupo 13

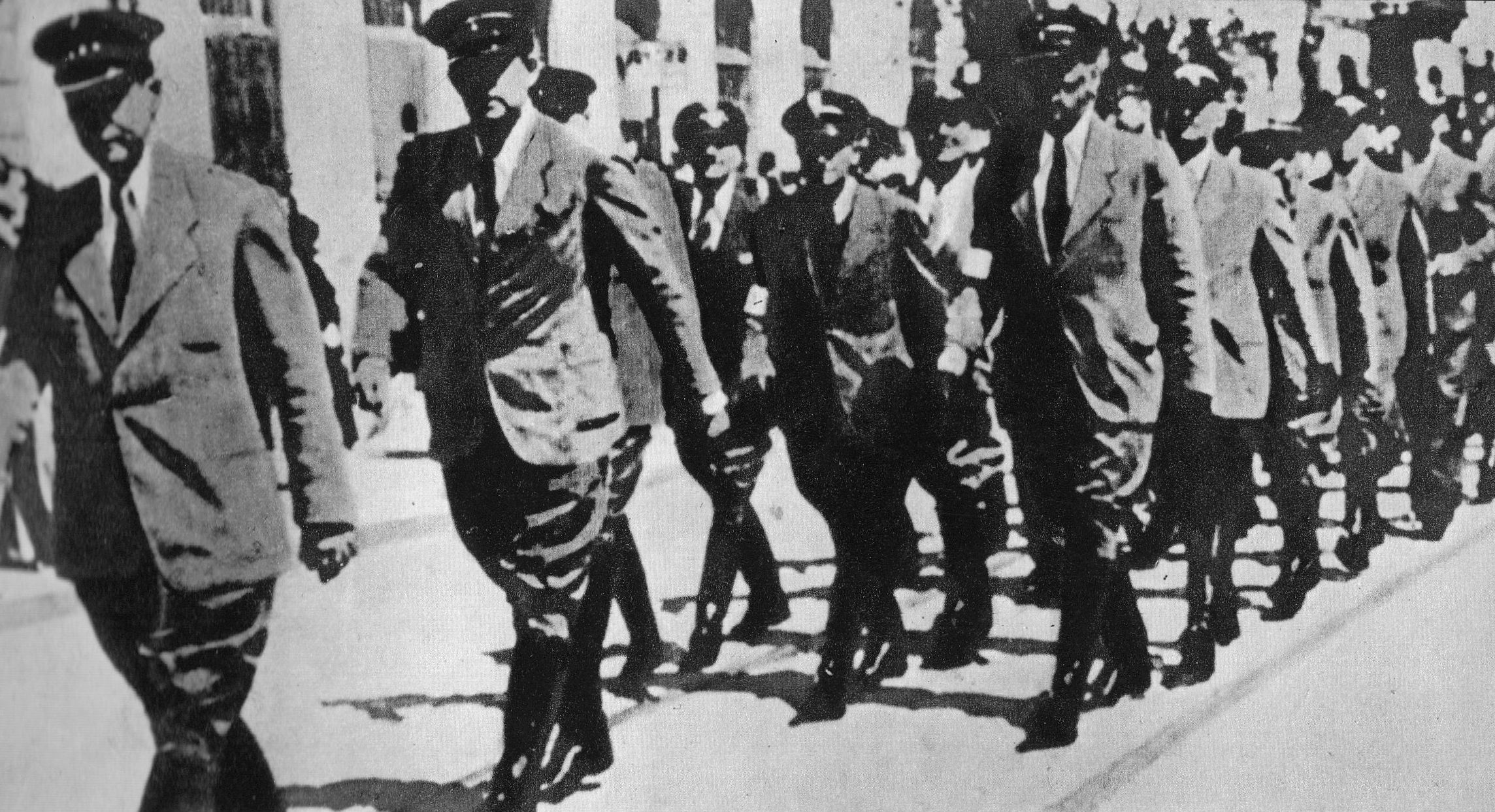
Empleados del Trzynastka en la calle.

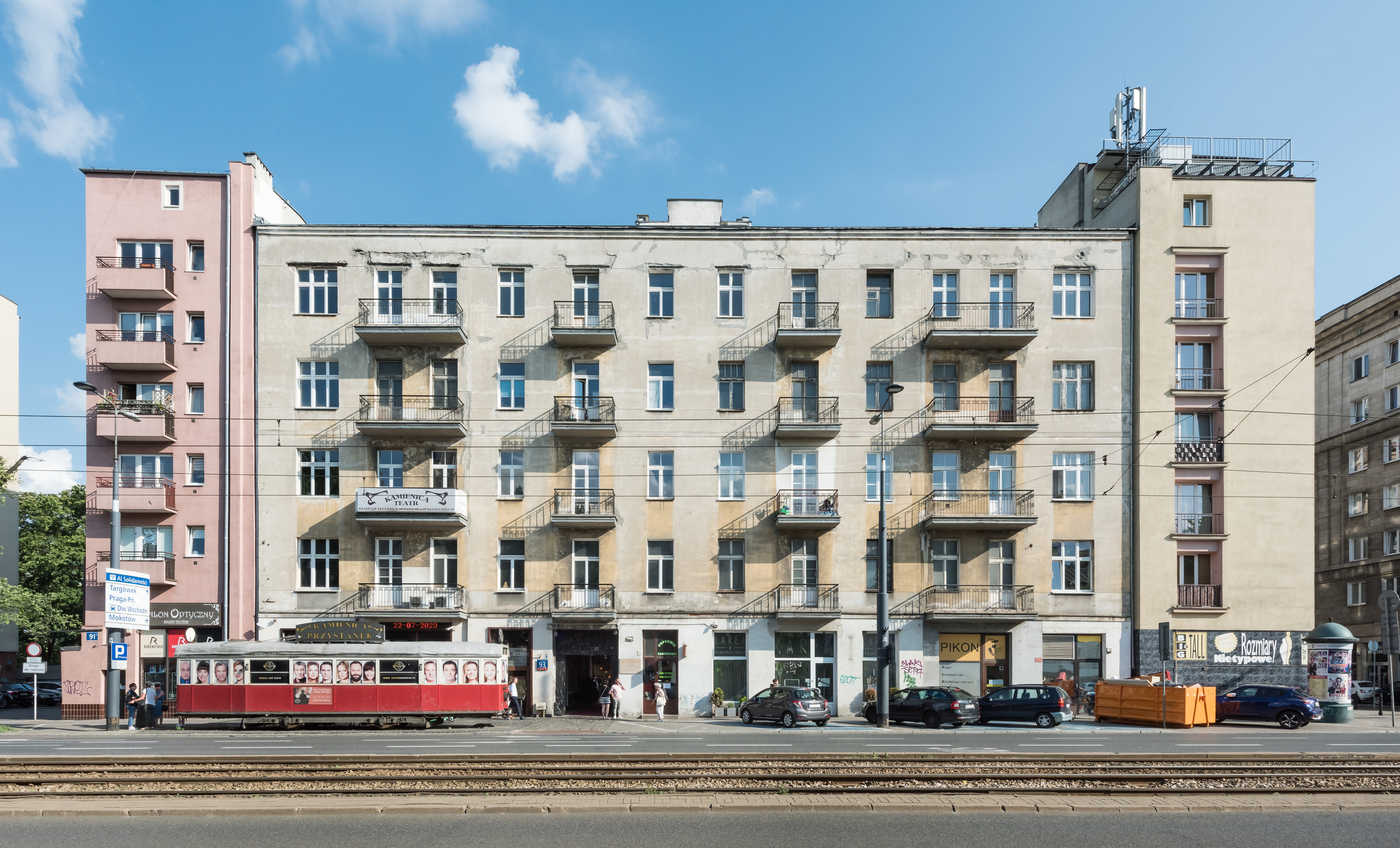
Edificio de apartamentos en la Avenida "Solidarność" 93 (anteriormente Calle Leszno 13) en Varsovia, que fue la sede del Trzynastka en 1940-1941.

La red del Grupo Trece (en polaco: Trzynastka, yiddish: דאָס דרײַצענטל) fue una organización colaboracionista judía en el Gueto de Varsovia durante la ocupación alemana de Polonia en la Segunda Guerra Mundial. El Grupo 13 tomó su nombre informal de la dirección de su oficina principal en la Calle Lezno 13 en Varsovia. El grupo fue fundado en diciembre de 1940 y dirigido por Abraham Gancwajch, el exjefe de Hashomer Hatzair en Łódź. Sancionado por la Sicherheitsdienst (SD), y también conocido como la Gestapo judía, la unidad reportó directamente a la oficina alemana de la Gestapo.
El grupo compitió por el control del gueto con el Judenrat, y se infiltró en la oposición judía dentro del ghetto. La rama más importante del grupo era la Oficina para combatir la usura y las especulaciones en el barrio judío de Varsovia. Supuestamente para luchar contra el mercado negro, en realidad recolectó grandes sumas a través del crimen organizado, el chantaje y las extorsiones. El grupo también dirigió su propia prisión. En total, el grupo contaba entre trescientos y cuatrocientos oficiales judíos uniformados, distinguidos por gorras con bandas verdes. El pago de admisión para convertirse en miembro del Grupo 13 era de varios miles de zlotys emitidos por el Banco controlado por Alemania.
En julio de 1941, el Grupo 13 perdió ante el Judenrat en la arena política y la Oficina se incorporó a la fuerza policial de la Jupo.
Después de cerrar la Oficina, los miembros activos del Grupo 13 se centraron en Gancwajch y concentraron sus esfuerzos en establecer su propio servicio de enfermería y ambulancia (el llamado Servicio de Emergencia o la Estación de Primeros Auxilios, que se creó en mayo de 1941). ) Sin embargo, los recursos de la compañía pronto se utilizaron predominantemente para el contrabando y el contrabando. También dirigieron otras operaciones, por ejemplo, un burdel en el hotel Britannica. Tenían un control casi total sobre los carruajes tirados por caballos y todo el transporte dentro del ghetto.

## División del liderazgo
A mediados de 1941, poco antes de que se cerrara la Oficina, hubo una división en la dirección del Grupo, cuando Morris Kohn y Zelig Heller rompieron con Gancwajch y establecieron sus propias organizaciones. Kohn y Heller eventualmente sobrevivieron al Grupo 13. Su desaparición solo se produjo durante las deportaciones masivas desde el gueto al campo de exterminio de Treblinka en el curso de Grossaktion en Varsovia. El ascenso y la caída del Grupo 13 probablemente estaban relacionados con las luchas por el poder entre varias facciones en el personal militar alemán y la burocracia que apoyaban a varias facciones en el gueto para obtener sus propios beneficios financieros.
En abril de 1942, muchos miembros del Grupo 13 fueron ejecutados por los alemanes en la Operación Reinhard. Gancwajch y los miembros sobrevivientes del grupo resurgieron más tarde haciéndose pasar por miembros de la resistencia judíos, aunque en realidad estaban buscando polacos que escondieran o apoyaran a los judíos. Después de cerrar la Gestapo judía, Gancwajch se quedó en Varsovia fuera del gueto, donde continuó trabajando para los nazis. Se rumoreaba que había muerto alrededor de 1943; una hipótesis sobre su colaboración de posguerra con la NKVD nunca fue confirmada.